# Eli Plut
Eli Plut (10 ottobre 1994) è un'ex sciatrice alpina slovena.

## Biografia
Attiva in gare FIS dal novembre del 2009, la Plut ha debuttato in Coppa Europa il 10 dicembre 2010 a Gressoney-La-Trinité in slalom speciale e in Coppa del Mondo il 27 gennaio 2013 a Maribor nella medesima specialità, in entrambi i casi senza a portare a termine la gara. Ai suoi unici Campionati mondiali, Schladming 2013, non ha completato lo slalom speciale.
Il 22 febbraio 2015 ha preso parte alla sua ultima gara di Coppa del Mondo, lo slalom speciale di Maribor che non ha completato (non ha portato a termine nessuna delle quattro gare nel massimo circuito cui ha preso parte); si è ritirata durante la stagione 2015-2016 e la sua ultima gara è stata uno slalom speciale FIS disputato a Götschen il 23 gennaio, chiuso dalla Plut al 6º posto.

## Palmarès

### Coppa Europa
- Miglior piazzamento in classifica generale: 133ª nel 2011

### Campionati sloveni
- 5 medaglie:
  - 1 oro (supercombinata nel 2014)
  - 2 argenti (combinata nel 2010[1]; supergigante nel 2011)
  - 2 bronzi (supergigante, slalom speciale nel 2014)